# Saison 2022 de l'équipe cycliste masculine Jumbo-Visma
La saison 2022 de l'équipe cycliste Jumbo-Visma est la vingt-septième de cette équipe.

## Coureurs et encadrement technique

### Effectif
| Coureur              | Date de Nais.     | Nationalité | Équipe en 2021   | Vict Ind. | Cont. | Maillot dist.      |
| -------------------- | ----------------- | ----------- | ---------------- | --------- | ----- | ------------------ |
| Edoardo Affini       | 24 juin 1996      | Italie      | Jumbo-Visma      | 0         | 2023  |                    |
| Tiesj Benoot         | 11 mars 1994      | Belgique    | Team DSM         | 0         | 2025  |                    |
| Koen Bouwman         | 2 décembre 1993   | Pays-Bas    | Jumbo-Visma      | 3         | 2024  |                    |
| David Dekker         | 2 février 1998    | Pays-Bas    | Jumbo-Visma      | 0         | 2022  |                    |
| Rohan Dennis         | 28 mai 1990       | Australie   | Ineos Grenadiers | 2         | 2023  | - Contre-la-montre |
| Tom Dumoulin         | 11 novembre 1990  | Pays-Bas    | Jumbo-Visma      | 0         | 2022  |                    |
| Pascal Eenkhoorn     | 8 février 1997    | Pays-Bas    | Jumbo-Visma      | 1         | 2022  | - Route            |
| Tobias Foss          | 25 mai 1997       | Norvège     | Jumbo-Visma      | 2         | 2023  | - Contre-la-montre |
| Robert Gesink        | 31 mai 1986       | Pays-Bas    | Jumbo-Visma      | 0         | 2023  |                    |
| Chris Harper         | 23 novembre 1994  | Australie   | Jumbo-Visma      | 0         | 2022  |                    |
| Michel Hessmann      | 6 avril 2001      | Allemagne   | Jumbo-Visma Dev. | 0         | 2024  |                    |
| Lennard Hofstede     | 29 décembre 1994  | Pays-Bas    | Jumbo-Visma      | 0         | 2024  |                    |
| Olav Kooij           | 17 octobre 2001   | Pays-Bas    | Jumbo-Visma      | 12        | 2023  |                    |
| Steven Kruijswijk    | 7 juin 1987       | Pays-Bas    | Jumbo-Visma      | 0         | 2023  |                    |
| Sepp Kuss            | 13 septembre 1994 | États-Unis  | Jumbo-Visma      | 0         | 2024  |                    |
| Christophe Laporte   | 11 décembre 1992  | France      | Cofidis          | 5         | 2023  |                    |
| Gijs Leemreize       | 23 octobre 1999   | Pays-Bas    | Jumbo-Visma      | 0         | 2023  |                    |
| Sam Oomen            | 15 août 1995      | Pays-Bas    | Jumbo-Visma      | 0         | 2023  |                    |
| Primož Roglič        | 29 octobre 1989   | Slovénie    | Jumbo-Visma      | 5         | 2025  |                    |
| Timo Roosen          | 11 janvier 1993   | Pays-Bas    | Jumbo-Visma      | 1         | 2023  |                    |
| Mike Teunissen       | 25 août 1992      | Pays-Bas    | Jumbo-Visma      | 0         | 2022  |                    |
| Milan Vader          | 18 février 1996   | Pays-Bas    | Néo-pro          | 0         | 2024  |                    |
| Wout van Aert        | 15 septembre 1994 | Belgique    | Jumbo-Visma      | 9         | 2024  |                    |
| Tosh Van der Sande   | 28 novembre 1990  | Belgique    | Lotto-Soudal     | 0         | 2023  |                    |
| Mick van Dijke       | 15 mars 2000      | Pays-Bas    | Jumbo-Visma      | 0         | 2024  |                    |
| Tim van Dijke        | 15 mars 2000      | Pays-Bas    | Jumbo-Visma Dev. | 1         | 2024  |                    |
| Jos van Emden        | 18 février 1985   | Pays-Bas    | Jumbo-Visma      | 0         | 2023  |                    |
| Nathan Van Hooydonck | 12 octobre 1995   | Belgique    | Jumbo-Visma      | 0         | 2024  |                    |
| Jonas Vingegaard     | 10 décembre 1996  | Danemark    | Jumbo-Visma      | 7         | 2024  |                    |
| Coureurs stagiaires. |                   |             |                  |           |       |                    |
| Thomas Gloag         | 13 septembre 2001 | Royaume-Uni | Trinity Racing   | 1         | 2025  |                    |

## Champions nationaux, continentaux et mondiaux
| Date              | Course                                                 | Maillot | Coureurs         | Pays      | Lieu       |
| ----------------- | ------------------------------------------------------ | ------- | ---------------- | --------- | ---------- |
| 12 janvier 2022   | Championnat d'Australie du contre-la-montre individuel |         | Rohan Dennis     | Australie | Ballarat   |
| 13 juin 2022      | Championnat de Norvège du contre-la-montre             |         | Tobias Foss      | Norvège   | Steinkjer  |
| 24 juin 2022      | Championnat des Pays-Bas sur route                     |         | Pascal Eenkhoorn | Pays-Bas  | VAM-Berg   |
| 18 septembre 2022 | Championnat du monde du contre-la-montre               |         | Tobias Foss      | Australie | Wollongong |